# Les Agneaux
Les Agneaux é um filme de drama suíço de 1996 dirigido e escrito por Marcel Schüpbach. Foi selecionado como representante da Suíça à edição do Oscar 1997, organizada pela Academia de Artes e Ciências Cinematográficas.

## Elenco
- Richard Berry - pai
- Brigitte Roüan - mãe
- Julia Maraval - Marie
- Alexis Tomassian - Daniel
- Noémie Kocher - Nadia